# Gözde Kırdar Bracceschi

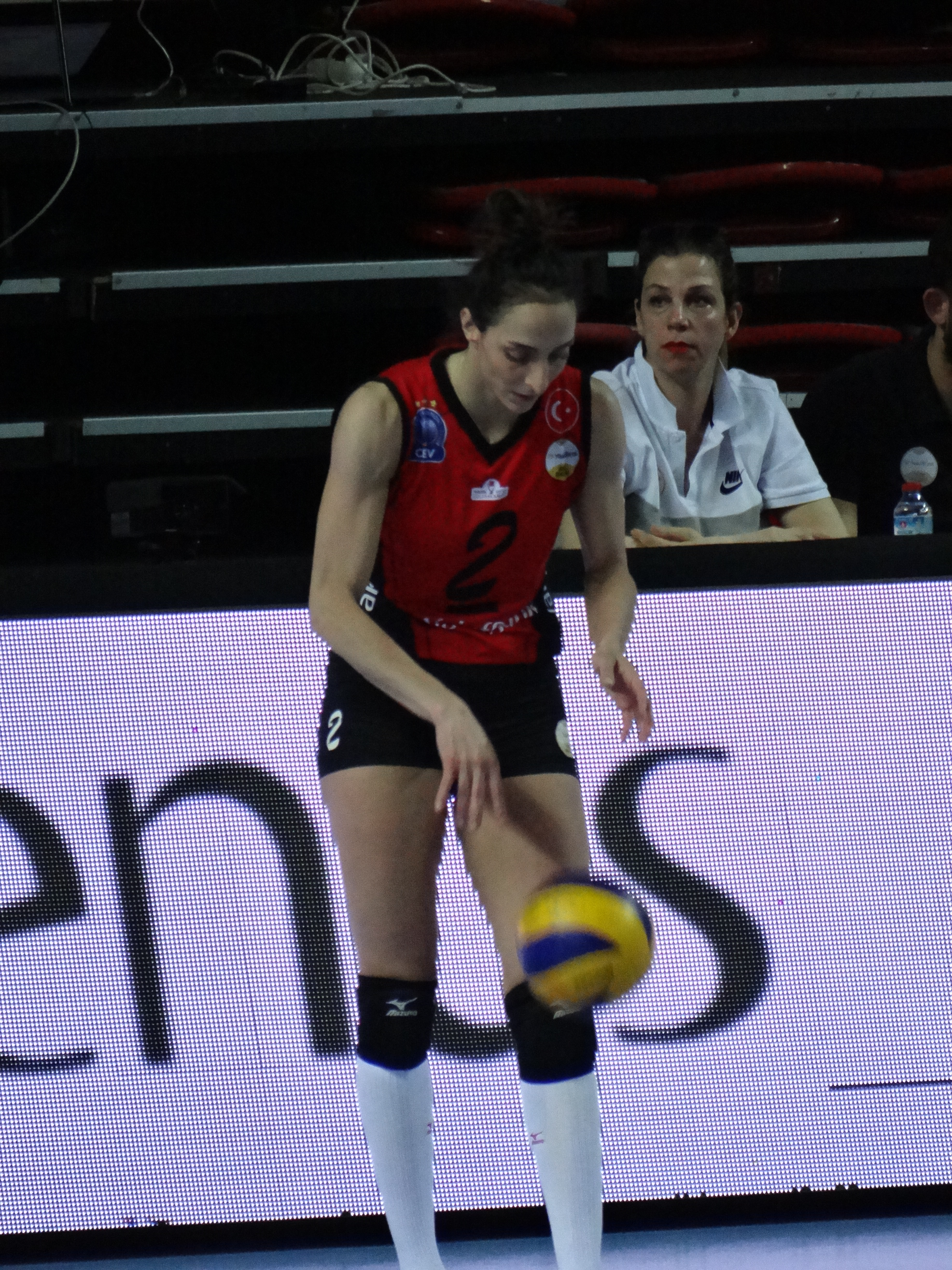
Gözde Sonsirma przed wykonywaniem zagrywki

Gözde Kırdar Bracceschi (ur. 26 czerwca 1985 w Kütahya) – turecka siatkarka, reprezentantka kraju, grająca na pozycji przyjmującej.

## Życie prywatne
Jej siostrą bliźniaczką jest siatkarka Özge Kırdar Kinasts. Była żoną tureckiego koszykarza – Onura Sonsirmy. Od sierpnia 2017 roku jej mężem jest Włoch Alessandro Bracceschi, który jest trenerem przygotowania fizycznego w siatkarskich reprezentacjach i klubach.

## Sukcesy klubowe
Mistrzostwo Turcji:
- 2004, 2005, 2013, 2014, 2016, 2018
- 2000, 2001, 2002, 2003, 2006, 2010, 2011, 2012, 2015
- 2017

Puchar Top Teams:
- 2004

Puchar Challenge:
- 2008

Liga Mistrzyń:
- 2011, 2013, 2017, 2018
- 2014, 2016
- 2015

Klubowe Mistrzostwa Świata:
- 2013, 2017
- 2011
- 2016

Puchar Turcji:
- 2013, 2014, 2018

Superpuchar Turcji:
- 2013, 2014, 2017

## Sukcesy reprezentacyjne
Igrzyska Śródziemnomorskie:
- 2005

Liga Europejska:
- 2009, 2011

Mistrzostwa Europy:
- 2011, 2017

Grand Prix:
- 2012

Igrzyska Śródziemnomorskie:
- 2013

## Nagrody indywidualne
- 2010: Najlepsza serwująca i przyjmująca finałów ligi tureckiej
- 2011: Najlepsza przyjmująca turnieju  finałowego Ligi Mistrzyń
- 2013: MVP, najlepsza atakująca i przyjmująca finałów ligi tureckiej
- 2013: Najlepsza przyjmująca Klubowych Mistrzostw Świata
- 2014: MVP Pucharu Turcji
- 2014: MVP i najlepsza przyjmująca finałów ligi tureckiej
- 2015: Najlepsza przyjmująca finałów ligi tureckiej
- 2018: Najlepsza atakująca finałów ligi tureckiej
- 2018: MVP turnieju finałowego Ligi Mistrzyń